# Singidunum
Singidunum (srbsko Сингидунум, Singidunum) je bilo starodavno mesto, ki se je kasneje razvilo v sodobni Beograd, glavno mesto Srbije.  
Ime je keltskega izvora in sega v čas, ko so v 3. stoletju pr. n. št. po galski invaziji na Balkan to ozemlje poselili keltski Skordiski. Leta 75. pr. n. št. je to ozemlje osvojila Rimska republika in ga vključila v svojo provinco Mezijo. Bil je pomembna utrdba donavskega limesa. V njem je bila od leta 86 n. št. nastanjena rimska IV. legija Flavia Felix. Singidunum je bil rojstni kraj rimskega cesarja Jovijana. Leta 441 so ga oplenili Huni in leta 584 Avari in Slovani. V začetku 7. stoletja je bila utrdba Singidunum dokončno uničena. 
Velik del mestnega jedra Beograda spada v »Arheološko najdišče Singidunum«, ki je bilo 30. junija 1964 razglašeno za zaščiteno območje.

## Keltsko obdobje

### Ustanovitev
Regijo so v 7. in 6. stoletju pr. n. št. prečkala skitska in traško-kimerijska plemena. V 4. in 3. stoletju pr. n. št. se je zgodila galska invazija na Balkan. Na strateško pomembnem vrhu griča ob izlivu reke Save v Donavo so se naselili Skordiski, eno od keltskih plemen. Ustanovitev Singidunuma se pripisuje prav njim. Kot že utrjeno naselje je bil prvič omenjen leta 279 pr. n. št.
Iz obdobja ustanovitve mesta je le nekaj skromnih arheoloških dokazov, saj od keltskega mesta ni ostalo skoraj nobenih sledi. V sodobnih soseskah Karaburma in Rospi Ćuprija so odkrili nekaj grobov z grobnini pridatki. Dragoceni najdeni predmeti so pripadali skordiškim  bojevnikom. V kulturo prebivalcev Singidunuma je bilo vtkanih veliko keltskih vplivov,  ki so se kasneje pomešali z rimskimi klasičnimi kulturnimi elementi.
Keltska utrdba je bila primitivna in se je nahajala na vrhu grebena Terazije nad izlivom Save v Donavo, kjer še danes stoji Beograjska trdnjava. Kelti so živeli tudi v majhnih, odprtih in utrjenih naselbinah okoli utrdbe, imenovanih opidum. Natančna lokacija utrdbe ni znana, nekateri zgodovinarji pa domnevajo, da je bila precej blizu nekropol na Karaburmi in Rospi Ćupriji. Keltske naselbine so pripadale latenski kulturi.
Ostanki bivališč Skordiskov so bili najdeni tudi v soseskah Autokomanda, Bežanija, Ada Ciganlija in Ada Huja. Zemun, nekdanje samostojno mesto in zdaj del Beograda, so prav tako ustanovili Skordiski, približno v istem času kot Singidunum. Dokaze o njihovem bivanju so našli tudi v primestnih vaseh Boljevci, Mislođin, Jakovo, Barič, Progar in Ritopek.

### Ime
Drugi del imena vsebuje keltski izraz dūn(on), ki pomeni  ograjen prostor ali trdnjavo. Za prvi del imena, singi-, obstaja več teorij, vključno s tisto, da je keltska beseda, ki pomeni krog. Ime Singidumum bi torej lahko pomenilo "okrogla trdnjava". Naselje bi lahko dobilo ime po Sindih, plemenu ki je živelo na tem območju pred prihodom Skordiskov.
Herodot omenja več plemen, ki so v 5. stoletju pr. n. št. naseljevala to območje, med njimi Signise, Gravkene in Sinde. Slednji bi po jezikovnih spremembah v kasnejšem keltskem in rimskem obdobju končno lahko dali ime naselju. Sindi so bili  skitsko pleme meotske narodnosti. Pleme je prvotno naseljevalo Kuban in okolico Azovskega morja, veja plemena pa se je v 6. stoletju pr. n. št. odcepila in se preselila v južne dele Panonskega bazena. Ena skupina je ostala v Transilvaniji, druga pa se je preselila na območje današnjega Beograda.  Najnovejše arheološke in jezikovne raziskave so pokazale, da so Sindi to regijo naselili v 5. in 4. stoletju pr. n. št.
Mogoče je tudi, da gre za sestavljeno ime, katerega prvi del (Sin-gi) pomeni "stara molitev" (v sodobni irski gelščini "sean guí"), kar namiguje, da je bil Singidunum  prvotno keltsko versko središče in kasneje postal trdnjava (dun). Domneva bi se ujemala tudi s  tamkajšnjo starodavno keltsko pogrebno prakso. Etimološko gledano je ta domneva zelo malo verjetna. 

## Rimsko obdobje
Rimljani so začeli osvajati ozemlje okoli Singidunuma v 1. stoletju pr. n. št. Leta 75 pr. n. št. je Gaj "Kvint" Skribonij Kurion, prokonzul Makedonije, vdrl v notranjost Balkana vse do Donave, da bi pregnal Skordiske, Dardane, Dačane in druga plemena. Rimljani so na teh pohodih zmagovali, vendar so ostali le kratek čas, tako da je območje ostalo zunaj rimskega nadzora. O teh operacijah in o tem, kdaj je bilo območje organizirano v provinco Mezijo, je malo znanega.  Šele med  vladavino Oktavijana, ko je prokonzul Makedonije Mark Licinij Kras končno stabiliziral regijo v kampanji, ki se je začela leta 29 pr. n. št., je bila Mezija malo pred letom 6 n. št. uradno organizirana v provinco. Kot njen prvi guverner se omenja  Kekina Sever. Singidunum je postal eno od glavnih naselij Mezije, ki je obsegala ozemlje med Sirmijem (današnja Sremska Mitrovica) in Viminacijem (današnji Kostolac). Oba sta po pomenu zasenčila Singidunum. Slednji je ohranil pomemben strateški položaj ob Via Militaris,  pomembni rimski cesti, ki je povezovala trdnjave in naselja vzdolž donavskega limesa oziroma meje Rimskega cesarstva. Ta del meje je bil znan kot Limes Moesiae. 
V prvotnem vojaškem taboru je bila od leta 46 do 69 n. št. nastanjena verjetno VIII. legija Augusta. Singidunum je dosegel svoj višek s prihodom IV. legije Flavia Felix leta 86 n. št. Legija je tam ostala do sredine 5. stoletja. Njena prisotnost je spodbudila gradnjo kvadratnega kastruma (trdnjave), ki je zavzemal Gornje mesto današnje Beograjske trdnjave. Gradnja se je začela na prelomu 2. stoletja n. št. Trdnjava je sprva imela zemljen okop in lesene palisade, vendar so jo kmalu zatem  utrdili s kamnom. Bila je prva kamnita utrdba v zgodovini Beograda. Njeni ostanki so vidni blizu  severovzhodnega vogala akropole. Legija je zgradila tudi pontonski most čez Savo, ki je povezal Singidunum s Taurunumom. Singidunum je bil z Via Militaris povezan z zahodnimi deli imperija je postal pomembno križišče, ne le za tamkajšnje province Mezijo, Dakijo, Panonijo in Dalmacijo. 6000-članska legija je postala glavna obramba  pred nenehno grožnjo Dačanov z one strani Donave. Drugi ukrep Rimljanov za krepitev Singidunuma je bilo naseljevanje njegovih legijskih veteranov ob trdnjavi. Okoli kastruma je sčasoma zraslo veliko naselje. Glavna os urbanega razvoja je bila sedanja Knez Mihailova ulica, ki je bila hkrati glavna prometna pot (via cardo).
Hadrijan je Singidunumu podelil pravice municipija,  potrjene leta 169. To pomeni, da je imel lokalno avtonomijo, statut in svoje zakone. Svoj status je sčasoma prerasel in leta 239 postal polnopravna rimska  kolonija. V njej je bil leta 332 rojen  rimski cesar Jovijan, ki je krščanstvo ponovno razglasil za uradno vero Rimskega imperija. Jovijan je danes popularno imenovan "edini rimski cesar, rojen v Beogradu", in ima svojo ulico v naselju Veliki Mokri Lug. Singidunum in Mezija sta doživela mirno obdobje, ki zaradi naraščajočih pretresov  zunaj Rimskega imperija in v njem samem, ni trajalo dolgo. Po delitvi province Mezije je Singidunum postal del Zgornje Mezije (Moesia Superior).
Mesto je doseglo vrhunec, zlasti kar zadeva kulturo, v 3. stoletju. Konec 3. stoletja je začelo Rimsko cesarstvo propadati. Provinca Dakija, ki jo je ustanovil Trajan z več uspešnimi in dolgotrajnimi pohodi, je leta 256 začela propadati pod pritiskom Gotov. Leta 270 je Avrelijan, soočen z nenadno izgubo številnih provinc in veliko škodo, ki so jo povzročila napadalna plemena, zapustil Dakijo. Singidunum se je znova znašel na meji propadajočega imperija kot ena zadnjih večjih utrdb, ki je preživela vse večje pritiske barbarskih plemen. 
Čeprav je bil še naprej v senci Sirmija, je v 4. stoletju ostal pomembna vojaška postojanka. Postal je tudi sedež škofije  in do konca 4. stoletja glavno središče arijanstva. Lokalni odpor proti nicejskemu krščanstvu sta do Prvega koncila v Konstantinoplu leta 381 vodila lokalna škofa Urzacij in Sekundijan.
Singidunum je bil prvič v velikem obsegu poškodovan med napadi Gotov leta 378. Mesto je bilo po teh dogodkih le delno obnovljeno. Po smrti Teodozija I. leta 395 je bilo Rimsko cesarstvo razdeljeno na dvoje, pri čemer je Singidunum ležal na severozahodni meji Vzhodnega rimskega cesarstva, bolj znanega kot Bizantinsko cesarstvo.

### Opis
Mesto je bilo urbanistično urejeno. Imelo je forum, templje, načrtovane, strukturirane in tlakovane ulice, akvadukt, kanalizacijo in drugo. Mreža ulic se je sekala pravokotno. Forum je bil na sedanjem Študentskem trgu  (Studentski trg). Obrobljen je bil  s termami, katerih ostanke so odkrili v 1970. letih. Druge ostanke rimske materialne kulture, kot so grobnice, spomeniki, skulpture, keramika in kovanci, so našli v vaseh in mestih okoli Beograda. 
Singidunum se je razprostiral na ozemlju petih  sodobnih beograjskih ćetrzi. Kastum je zasedal del sedanje Beograjske trdnjave. Civilna cona se je raztezala od ulice Kralja Petra preko savskega in donavskega pobočja griča do Kosančićevega venca. Niz nekropol se je raztezal od Trga republike, ob Bulevarju kralja Aleksandra pa vse do Malega Mokrega Luga. Na nekropoli na Trgu republike so bile lepo oblikovane grobnice iz 1. stoletja n. št.  Na splošno se je največji del civilne naselbine nahajal med sodobno Simino in Brankovo ulico ter Trgom republike. Trdnjava sama je bila pravokoten kastrum na zgornjem delu Beograjske trdnjave   in v Kalemegdanskem parku.  Kastrum je imel visoko obzidje, zgrajeno iz belega tašmajdanskega apnenca, in meril od 16  do 20 hektarjev. Imel je  obliko nepravilnega pravokotnika s stranicami priblino 330 x 570 metrov.
Na naplavni ravnici med Savo, Donavo in kastrom je bilo predmestje Spodnje mesto, zavarovano z obzidjem in stolpi. Južno od utrdbe je bilo še eno predmestje. Ob Spodnjem mestu je bilo na desnem bregu Donave pristanišče, ki je delovalo do 18. stoletja.
Sodobni Bulevar Kralja Aleksandra je bil začetni odsek 924 km  dolge Viae Militaris, ki je povezovala Singidunum in Konstantinopel, v bolj lokalnem smislu pa Singidunum s trdnjavami in naselji ob donavski meji cesarstva, kot je Viminacij. Cesta, zgrajena v 1. stoletju n. št., je bila široka 6 m. Ob njej je bil niz trgovin, kovačnic in arzenalov in pokopališče s kamnitimi sarkofagi.
Kamen za gradnjo mesta in sarkofage so lomili na Tašmajdanu. Vodo je dovajal akvadukt s sedanjega griča Kumodraž.
Na območju, ki ga omejujejo današnja Karaburma, Rospi Ćuprija in takratni otok Ada Huja, so Rimljani gojili vinsko trto in uporabljali termalne vrelce za javna kopališča.

## Bizantinsko obdobje in obdobje preseljevanja narodov
V 5. in 6. stoletju sta Mezija in Ilirik utrpela uničujoče napade vpadov Hunov, Ostrogotov, Gepidov, Sarmatov, Avarov, Slovanov  in Herulov. Singidunum je leta 441 padel v roke Hunov, ki so mesto in trdnjavo zravnali z zemljo, njegove rimske prebivalce pa prodali v suženjstvo, kar so storili tudi z vsemi drugimi mesti ob limesu. V naslednjih dvesto letih je mesto večkrat zamenjalo oblastnika. Po propadu Hunske konfederacije  so mesto leta 454 zasedli Rimljani  in kmalu zatem  Sarmati. Leta 470 so okolico mesta zavzeli  Ostrogoti in izgnali Sarmate. Leta 488 so ga napadli Gepidi, vendar so ga leta 504 ponovno zavzeli Ostrogoti. Šest let kasneje je mesto z mirovnim sporazumom dobilo Vzhodno rimsko cesarstvo. 
Bizantinski cesar Justinijan I. je leta 535 ponovno iz nič zgradil območje znotraj nekdanjega legijskega tabora in mu povrnil nekdanji vojaški pomen. Mesto je postalo pomembno obmejno oporišče in doživelo kratko obdobje miru, ki je trajalo  približno petdeset let. S prihodom Avarov je bilo leta 584 oplenjeno. Bizantinci so ga  ponovno zavzeli leta 596, a je še vedno doživljalo nenehne napade Avarov in njihovih takratnih zaveznikov Slovanov. Med Mavricijevimi balkanskimi pohodi je Singidunum služil kot oporišče za njegove operacije. Ponovno je bil izgubljen v prvi polovici 7. stoletja, ko so ga Avari oplenili in do tal požgali. Uničenje Singidunuma in propad celotnega mezijskega limesa zaradi napadov Avarov se je zgodilo pred letom 614, ko so Avari napadli Niš južno od Singidunuma. Okoli leta 630 so se na tem območju  trajno naselili Slovani.

## Beograd
Po padcu pod avarsko oblast v začetku 7. stoletja se starodavno mesto ne omenja več, njegova usoda v naslednjih stoletjih pa je nejasna. Od konca 6. stoletja do druge polovice 9. stoletja ni omenjeno v nobenem znanem viru. V tem obdobju so mesto naselili Slovani in ga poimenovali Beograd (Belo mesto) po belem tašmajdanskem apnencu, ki so ga Rimljani uporabili za gradnjo kastra.
Njegovo slovansko ime je bilo prvič omenjeno v pismu, ki ga je 16. aprila 878 papež Janez VIII. napisal bolgarskemu knezu Borisu I. Mihailu, saj je bil Beograd takrat del Prvega bolgarskega cesarstva. Slovanska naselbina je očitno obstajala že nekaj časa, saj je bilo očitno sprejeto njeno novo ime. Mesto je bilo sedež škofije, saj papež omenja episcopatus Belogradensis (Beograjska škofija). Pod novim imenom so mestu  sčasoma povrnili prejšnji strateški pomen, še zlasti potem, ko so ga ponovno osvojili Bizantinci.